# Sandro Gaúcho
Pour les articles homonymes, voir Sandro et Araújo (homonymie).
Sandro Araújo da Silva dit Sandro Gaúcho est un footballeur brésilien né le 19 mai 1974 à Restinga Seca dans l'État du Rio Grande do Sul. Il évolue au poste de milieu de terrain.

## Biographie
Il a joué un total de 114 matchs en 1re division portugaise : 74 avec le Sport Clube Beira-Mar et 40 avec le CF Belenenses.

## Carrière
| Saison    | Club                    | Pays     |
| --------- | ----------------------- | -------- |
| 1999-2000 | Grêmio (équipe réserve) | Brésil   |
| 2000-2002 | FC Maia                 | Portugal |
| 2002-2005 | Beira-Mar               | Portugal |
| 2005-2007 | CF Belenenses           | Portugal |
| 2007-2008 | Foolad Ahvaz            | Iran     |
| 2008-2010 | Sanat Naft              | Iran     |

## Palmarès
- Finaliste de la Coupe du Portugal en 2007 avec le CF Belenenses